# 187年
| 千纪： | 1千纪                                                                                           |
| 世纪： | 1世纪 \| 2世纪 \| 3世纪                                                                         |
| 年代： | 150年代 \| 160年代 \| 170年代 \| 180年代 \| 190年代 \| 200年代 \| 210年代                       |
| 年份： | 182年 \| 183年 \| 184年 \| 185年 \| 186年 \| 187年 \| 188年 \| 189年 \| 190年 \| 191年 \| 192年 |
| 纪年： | 丁卯年（兔年）；东汉中平四年                                                                    |

## 大事记
- 張溫領導烏桓突騎三千人討伐涼州馬騰、韓遂等人，前中山相張純因不獲張溫重用而心生不滿，而烏桓三千騎兵卻因為糧餉問題逃回本部，張純於是與泰山太守張舉及烏桓丘力居等人叛亂劫略薊中，殺護烏桓校尉公綦稠、右北平太守劉政、遼東太守陽終等人，聚眾至十餘萬人，屯兵肥如，掠奪幽州、冀州，漢靈帝詔令徵發南匈奴出兵配合平叛，羌渠派遣其子左賢王於夫羅率兵前往。
- 10月，區星在長沙自稱將軍，與周朝、郭石率領部眾一萬餘人起兵叛亂，為新任長沙太守孫堅擊潰。
- 韓遂寇漢陽，漢陽太守傅燮戰死，東漢派涼州刺史耿鄙，統六郡兵馬，以治中程球為先鋒圍剿韓遂，在軍隊開至隴西郡治狄道時屬下軍司馬馬騰率軍造反發生兵變，士兵殺死程球和耿鄙後加入叛軍，馬騰與韓遂共同推舉王國為帥，首次統治整個涼州，張溫因平叛失敗被解除職務。

## 各国领袖

### 非洲
- 库施
  - 国王：Aritenyesbokhe（175年－190年）

### 亚洲
- 中国
  - 东汉：
    - 皇帝：汉灵帝刘宏（168年－189年）
- 朝鲜
  - 百济：
    - 国王：肖古王（166年－214年）

  - 高句丽：
    - 国王：故国川王（179年－197年）

  - 新罗：
    - 国王：伐休尼师今（184年－196年）

### 欧洲
- 高加索伊比里亚
  - 国王：阿姆扎斯普二世（185年－189年）
- 罗马帝国
  - 皇帝：康茂德（177年－192年）

### 中东
- 奥斯若恩
  - 国王：Abgar IX（177年－212年）
- 安息
  - 国王：沃洛吉斯四世（147年－191年）

## 出生
- 魏文帝曹丕（226年去世，40岁）

## 逝世
- 諸葛珪
- 傅燮
- 賈琮 (漢朝)，交阯刺史。
- 耿鄙，涼州刺史。
- 程球，東漢人物，貪官。